# Mork Station
Mork Station (Mork stasjon) var en jernbanestation på Urskog–Hølandsbanen, der lå i Sørum kommune i Norge.
Stationen åbnede 16. november 1896, da den første del af banen fra Bingsfoss til Bjørkelangen blev taget i brug. Den blev nedgraderet til holdeplads i 1957 eller 1958. Den blev nedlagt sammen med banen 1. juli 1960.
Stationsbygningen blev opført i 1896 efter tegninger af Günther Schüssler. I 1989 blev den flyttet til Fossum Station og taget i brug af veteranbanen mellem Sørumsand og Fossum. Toiletbygningen fra Mork er også flyttet til Fossum. Sporene i Mork er taget op.